# HMS Curacoa (D41)
HMS Curacoa (D41) là một tàu tuần dương hạng nhẹ thuộc lớp tàu tuần dương C của Hải quân Hoàng gia Anh Quốc, được chế tạo trong giai đoạn Chiến tranh Thế giới thứ nhất. Vào năm 1942, nó trở nên một trong những tai nạn tổn thất nghiêm trọng nhất của Hải quân Hoàng gia trong Chiến tranh Thế giới thứ hai.

## Thiết kế và chế tạo
Curacoa thuộc về lớp phụ Ceres, vốn còn bao gồm HMS Ceres, HMS Cardiff, HMS Coventry và HMS Curlew, giữ lại kiểu dáng hai ống khói và chỉ khác biệt đôi chút so với lớp phụ Caledon trước đó.
Curacoa được đặt lườn tại xưởng đóng tàu Pembroke Dockyard, Harland and Wolff vào tháng 7 năm 1916. Nó được hạ thủy vào ngày 5 tháng 5 năm 1917 và được đưa ra hoạt động cùng Hải quân Hoàng gia vào ngày 18 tháng 2 năm 1918. Tên của nó được đặt theo đảo Curaçao trong vùng biển Caribbe

## Lịch sử hoạt động

### Chiến tranh Thế giới thứ nhất
Curacoa phục vụ cùng với Hạm đội Grand trong những ngày cuối cùng của Chiến tranh Thế giới thứ nhất. Đến năm 1935, nó là một trong số bốn con tàu tham gia vào việc quay bộ phim Brown on Resolution, khi nó đảm nhiệm vai một tàu chiến-tuần dương Đức.

### Chiến tranh Thế giới thứ hai
Năm 1939, vài tháng trước khi Chiến tranh Thế giới thứ hai nổ ra tại Châu Âu, Curacoa được chọn để cải biến thành một tàu tuần dương phòng không và trải qua đợt tái trang bị tại xưởng đóng tàu Chatham Dockyard. Sau đó nó phục vụ cùng Hạm đội Nhà trong Chiến dịch Na Uy vào năm 1940, cho đến khi bị hư hại nặng bởi một cuộc ném bom vào ngày 24 tháng 4, khiến thương vong 30 người. Nó phải quay về Chatham để sửa chữa, và quay trở lại hoạt động vào tháng 8 trong nhiệm vụ bảo vệ các đoàn tàu vận tải. Trong "Tuần lễ Tàu chiến" vào tháng 3 năm 1942, Curacoa được đỡ đầu bởi cộng đồng cư dân tại Wolverhampton.

### Vụ va chạm
Ngày 2 tháng 10 năm 1942, Curacoa hộ tống cho chiếc tàu biển chở hành khách RMS Queen Mary vận chuyển gần 20.000 binh lính Hoa Kỳ thuộc Sư đoàn Bộ binh 29 sang tham gia lực lượng Đồng Minh tại châu Âu. Cả hai con tàu đang thực hiện những đường chạy zig-zag lẩn tránh ở cách 60 km về phía Bắc bờ biển Ireland, khi Queen Mary cắt ngang đường đi của Curacoa mà không có đủ khoảng trống cần thiết, đụng vào giữa tàu với tốc độ 52 km/h (28 knot) và cắt nó làm đôi. Curacoa chìm ngay lập tức, cách Queen Mary khoảng 90 m (100 yard). Do nguy cơ bị U-boat tấn công, Queen Mary đã không trợ giúp vào hoạt động cứu hộ, và đã tiếp tục di chuyển với một mũi tàu bị hư hại. Nhiều giờ sau, chiếc dẫn đầu đoàn hộ tống đã quay trở lại và vớt được 99 trong tổng số 338 thành viên thủy thủ đoàn của Curacoa, trong đó có thuyền trưởng, Đại tá Hải quân John W. Boutwood.
Tai nạn xảy ra là kết quả của nhiều yếu tố. Thuyền trưởng của Queen Mary giả định rằng tàu hộ tống cho mình phải theo dõi việc đổi hướng đi và phải điều chỉnh theo cho phù hợp. Trong khi đó, Đại tá Boutwood trên chiếc Curacoa áp dụng quy luật đi biển tiêu chuẩn rằng con tàu bắt kịp phải nhường đường. Hậu quả hai hướng đi hội tụ được báo trên cầu tàu của cả hai chiếc, và thuyền phó của Queen Mary còn ra một mệnh lệnh sửa đổi, nhưng cả hai báo cáo và sự sửa đổi đều bị hai thuyền trưởng bỏ qua.
Vụ tổn thất đã không được công bố cho đến khi chiến tranh kết thúc, lúc mà Hải quân đẩy trách nhiệm cho chủ sở hữu của chiếc Queen Mary, hãng tàu Cunard White Star Line. Sau đó Tòa án Tối cao quyết định theo hướng có lợi cho hãng tàu tư nhân, gồm hai phần ba trách nhiệm thuộc về Bộ Hải quân và một phần ba là của Cunard White Star. Phán quyết này trở nên quan trọng trong các vụ kiện tụng tiếp theo bởi thân nhân của những người thiệt mạng trên chiếc Curacoa chống lại Cunard White Star Line. Nó cũng đưa đến những thay đổi quan trọng trong chính sách của Hải quân Hoàng gia, bao gồm ngừng vô hạn định việc hộ tống những tàu biển chở hành khách.
Theo Đạo luật Bảo vệ Di sản Quân sự 1986, xác tàu đắm của Curacoa được xem là một "địa điểm được bảo vệ".